# جمازة جوية

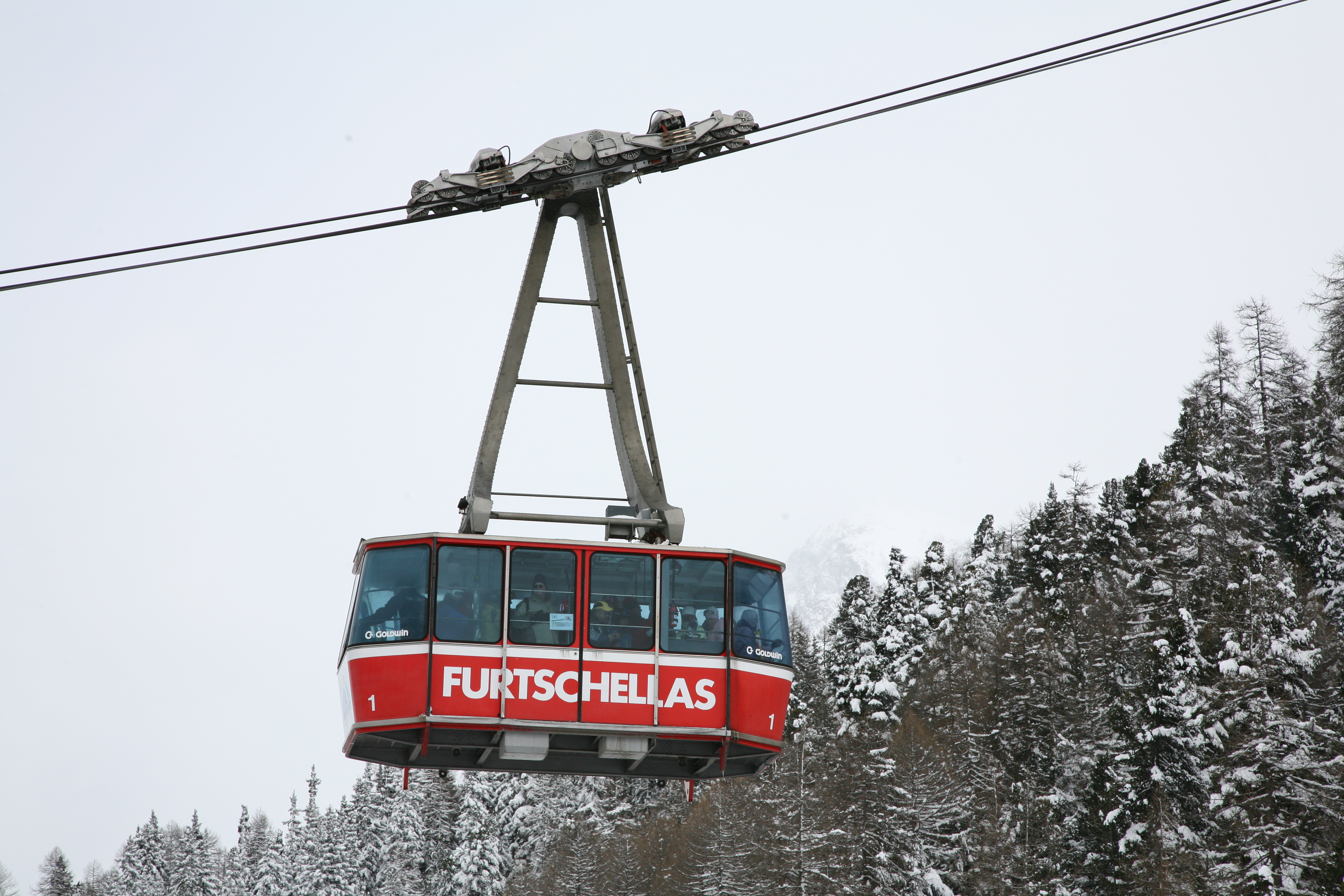
الجمازة الجوية في سويسرا، معلقة على كابلان ثابتان وكبل نقل إضافي.

الجمَازات الجوية Aerial tramway هي نوع من القاطرات المعلقة، وتثبت الجمازة بسلك أو سلكان من الأسلاك الثابتة، بينما يتوفر سلك ثالث سيَار هو المسؤول عن حركة للجمازة، أي أن الجمازات تسير مع حركة السلك الثالث، والتي تكون الجمازة الجوية مثبتةً به، وتبقى ثابتةً به أثناء سيره.

## معرض صور

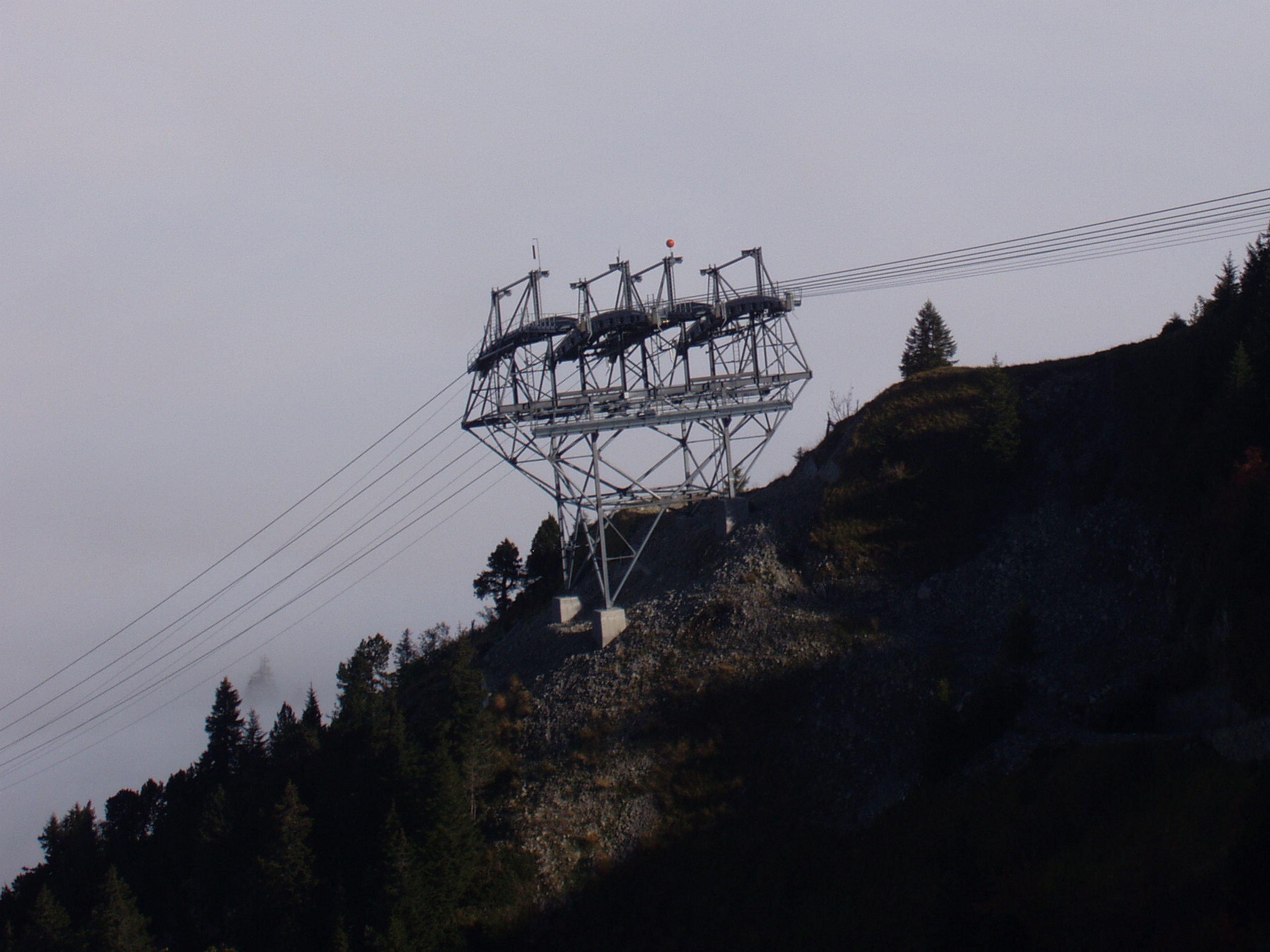
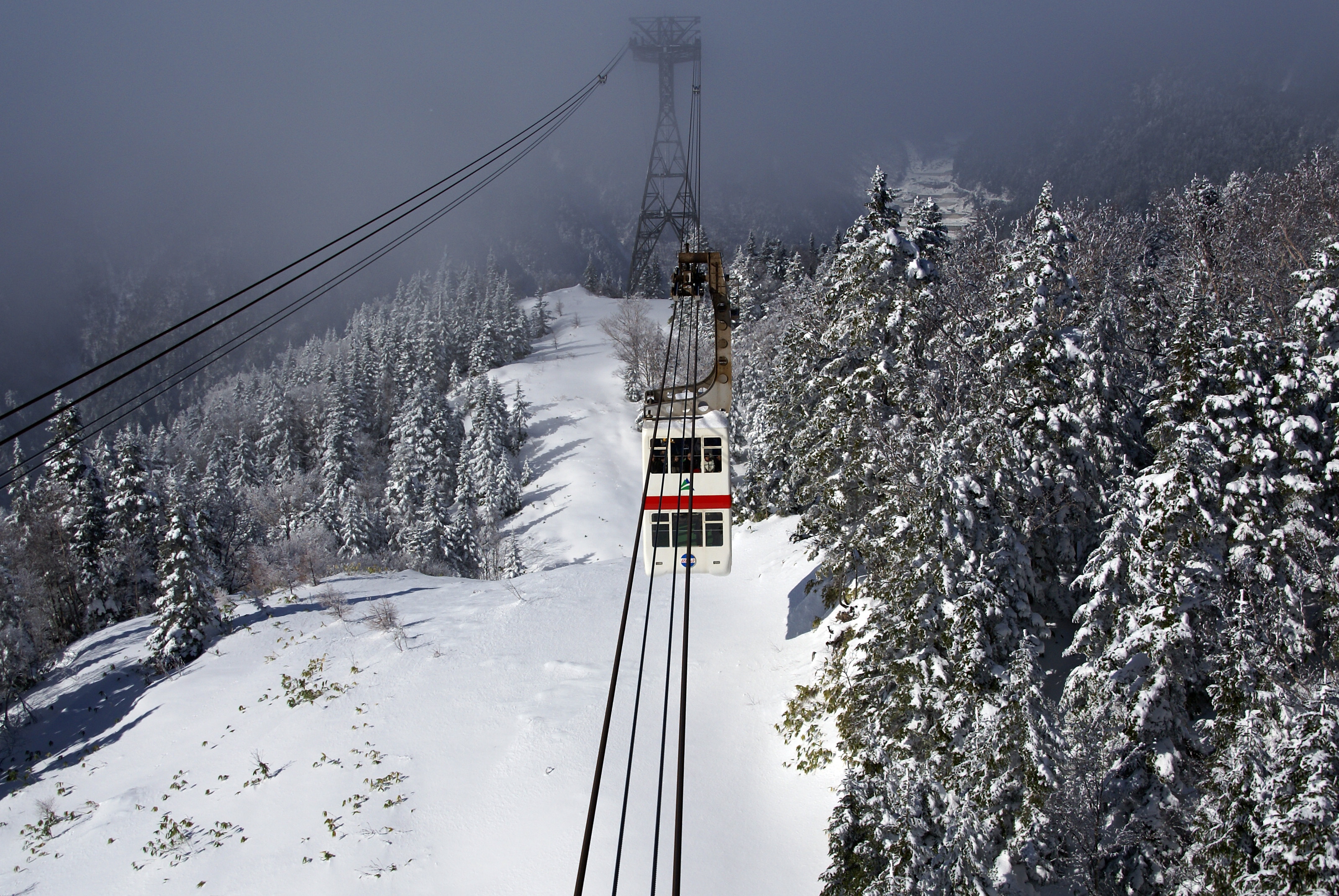
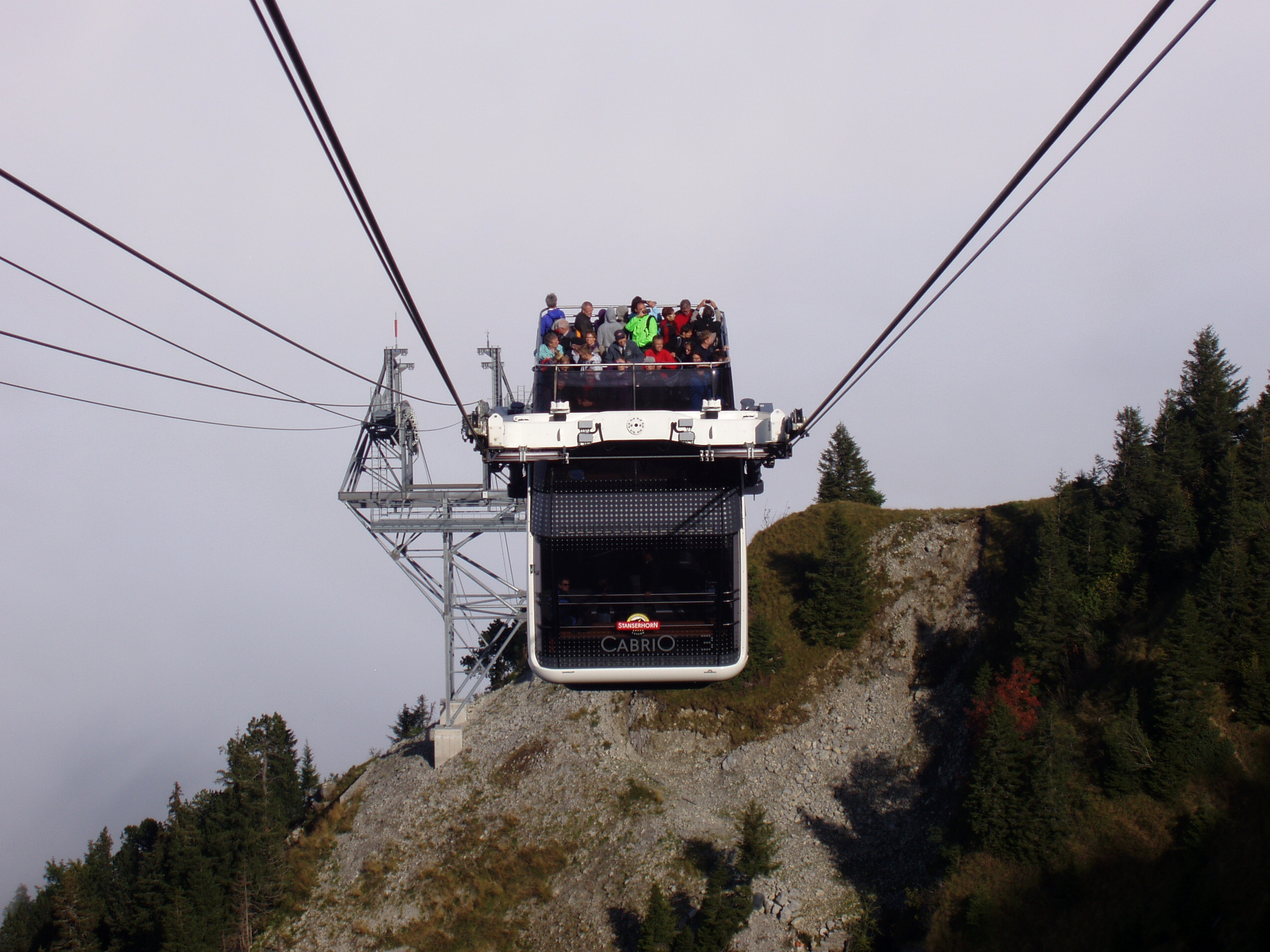